# Lincoln MKX
Lincoln MKX – samochód osobowy typu SUV klasy średniej produkowany pod amerykańską marką Lincoln w latach 2006 – 2018.

## Pierwsza generacja

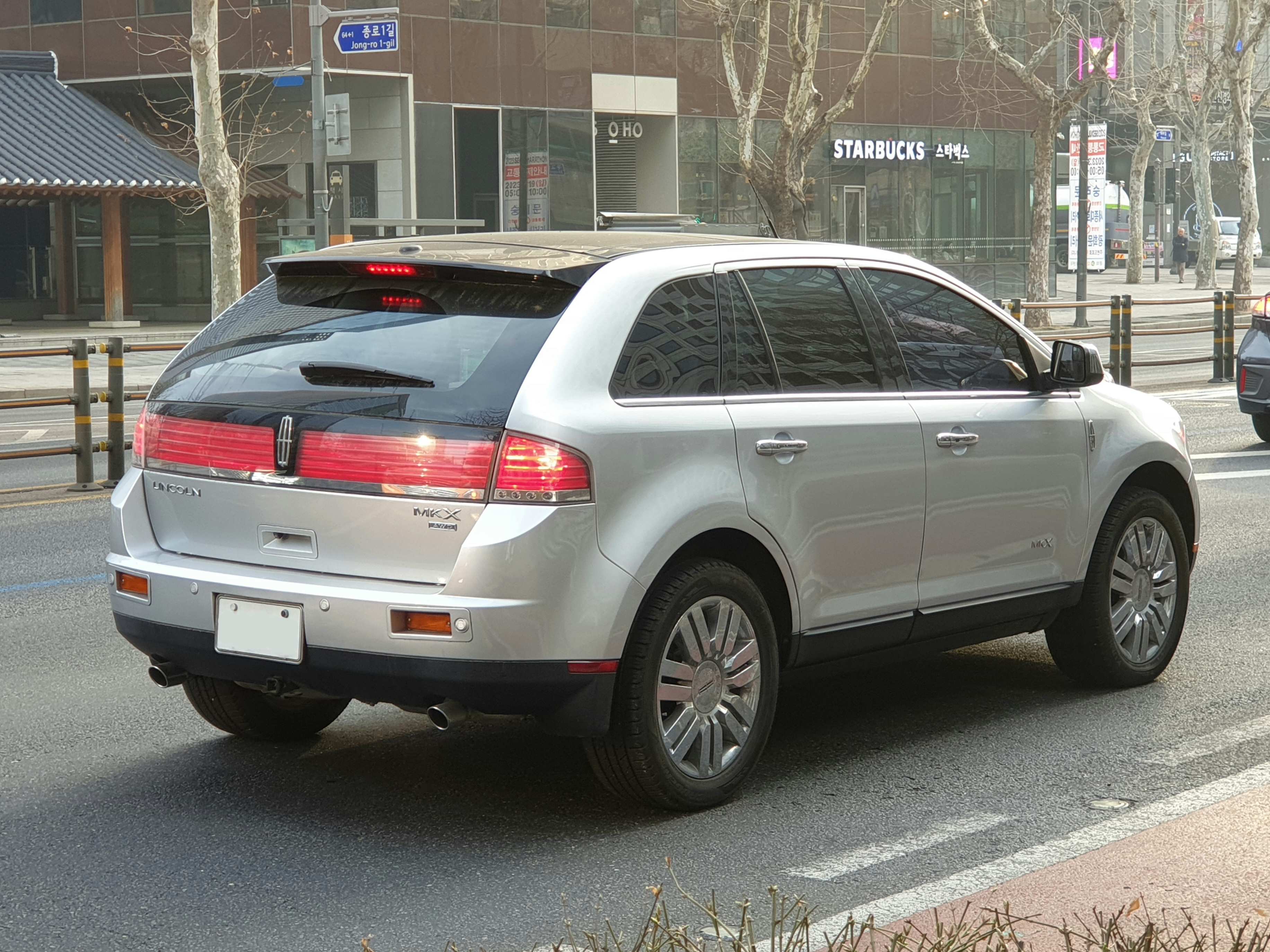
Lincoln MKX I - tył

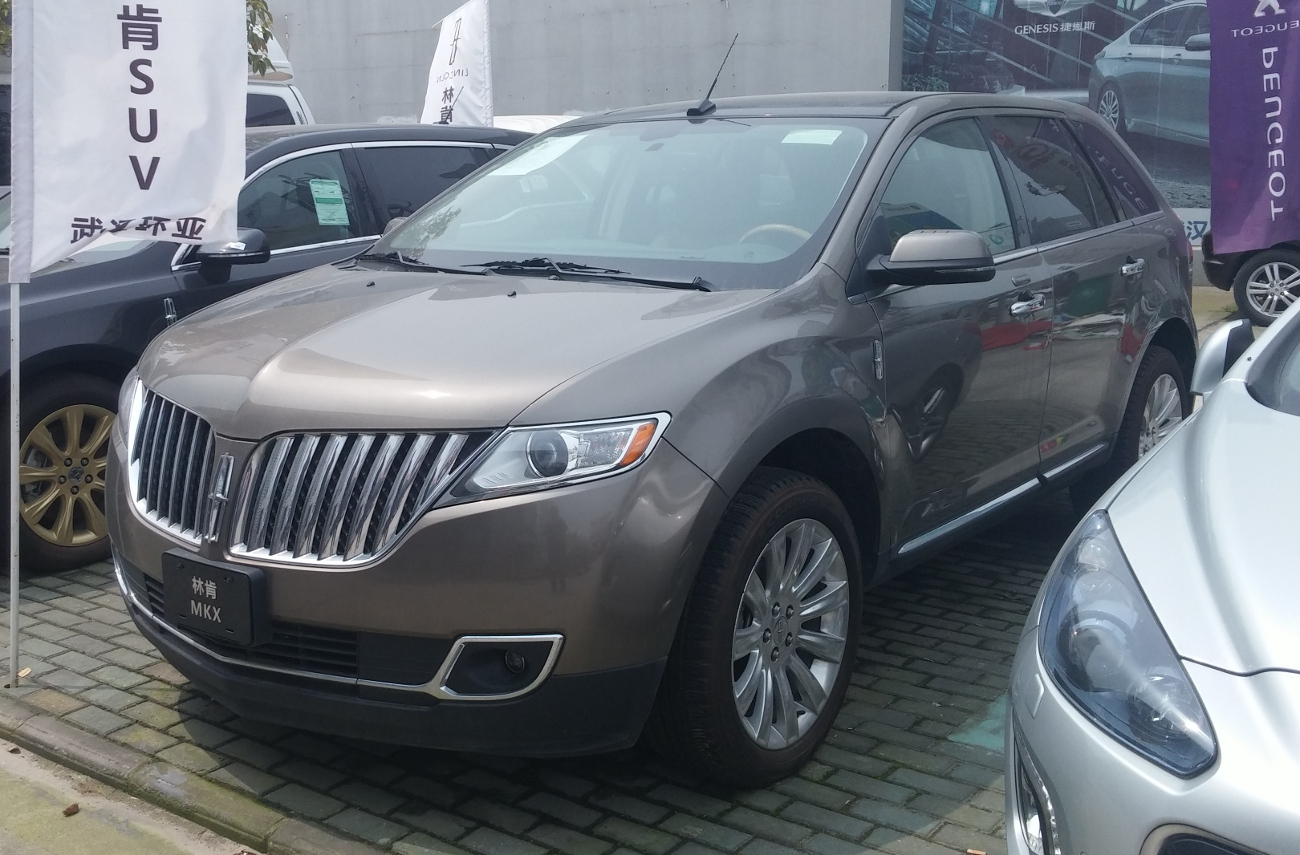
Lincoln MKX I po liftingu

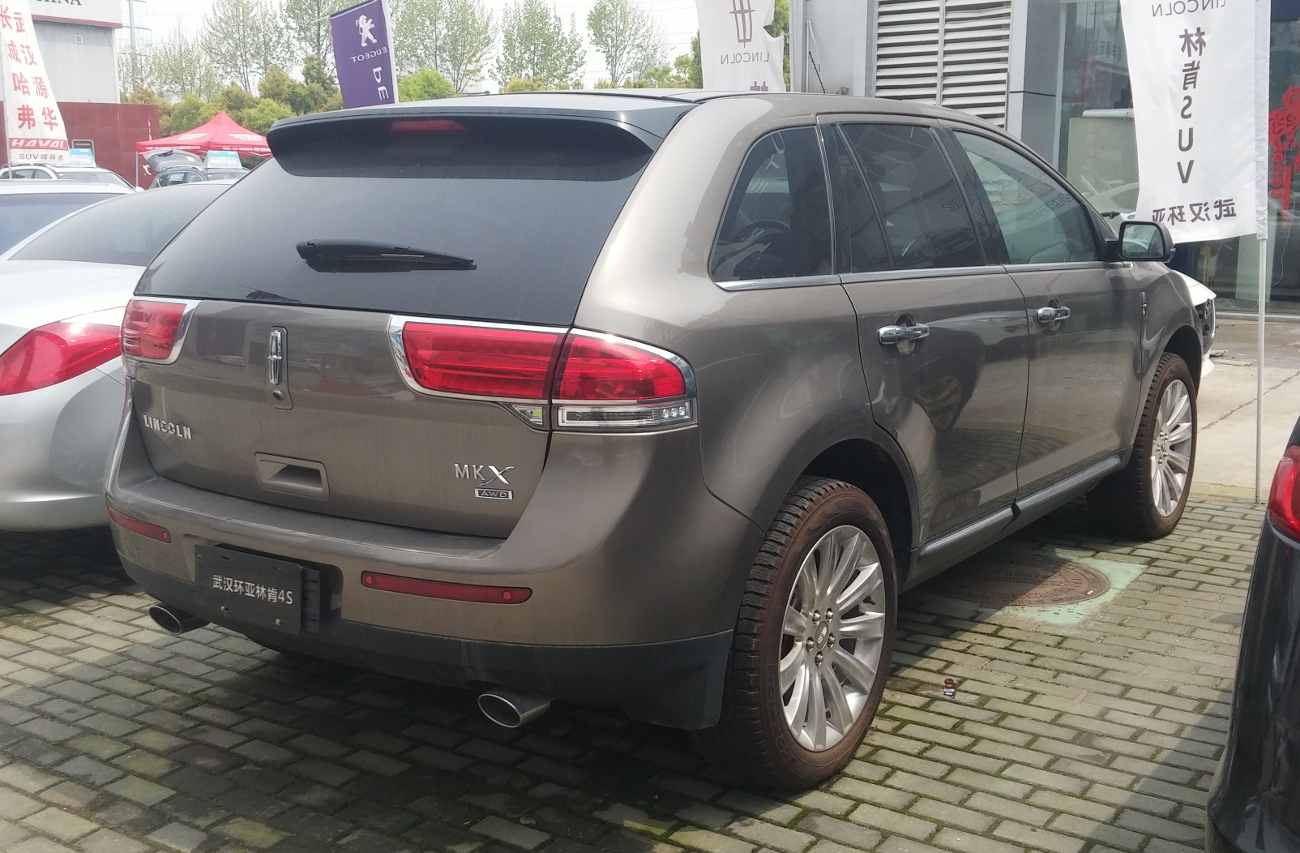
Lincoln MKX I - tył po liftingu

Lincoln MKX I został zaprezentowany po raz pierwszy w 2006 roku.
Pierwszy, średniej wielkości SUV Lincolna pojawił się w ofercie na rynku pod koniec 2006 roku powstając na bazie platformy Ford CD3 wykorzystanej przez koncern Ford także do budowy bliźniaczego modelu Ford Edge. Podobnie jak on, pierwsza Lincolna MKX wyróżniała się obłą sylwetką łączącą motyw kantów. Przednią część nadwozia zdobiły zbliżone kształtem do kwadratu, nieznacznie zagięte reflektory z prostokątną atrapą chłodnicy, z kolei tylną część zdobił jednoczęściow pas lamp biegnący przez całą szerokość nadwozia.
Kabina pasażerska utrzymana została w typowej dla firmy luksusowej aranżacji, z masywną konsolą centralną położoną pod kątem, w której znalazł się m.in. dotykowy ekran obsługujący bezprzewodowe połączenia i pozwalający na sterowanie systemem multimedialnym autorstwa firmy Microsoft. Opcjonalnie MKX wyposażony był także w odtwarzacz DVD oraz nawigację satelitarną GPS. Na wyposażeniu opcjonalnym znalazł się m.in. panoramiczny szklany dach, skórzaną tapicerkę czy panele deski rozdzielczej i kierownicy pokryte drewnem.
Model z pierwszych 3 lat produkcji był wyposażony tylko w jeden, 3,5 litrowy benzynowy silnik V6 rozwijający moc maksymalną 265 KM i współpracujący wyłącznie z automatyczną skrzynią biegów z 6 przełożeniami.

### Lifting
W 2010 roku Lincoln MKX przeszedł obszerny facelifting. Pojazd otrzymał gruntownie przemodelowany przód z większą, dwuczęściową atrapą chłodnicy, zmodyfikowanymi zderzakami i bardziej zaokrąglonymi, smuklejszymi reflektorami. Podobnie obszerne zmiany objęły tylną część nadwozia, gdzie pas świetlny zastąpiły rozdzielone, dwuczęściowe lampy. We wnętrzu zmieniono z kolei deskę rozdzielczą pojazdu z masywniejszą i położoną pod większym kątem deską rozdzielczą wyposażoną w większy dotykowy ekran o przekątnej 4,2 cala. Zmodernizowany MKX otrzymał nową, mocniejszą jednostę napędową V6 o pojemności 3,7 litra i większej mocy 309 KM, dalej współpracując z 6-biegową automatyczną skrzynią biegów.

### Silniki
2007-2010:
- V6 3.5l 269 KM

2010-2015:
- V6 3.7l 309 KM

## Druga generacja

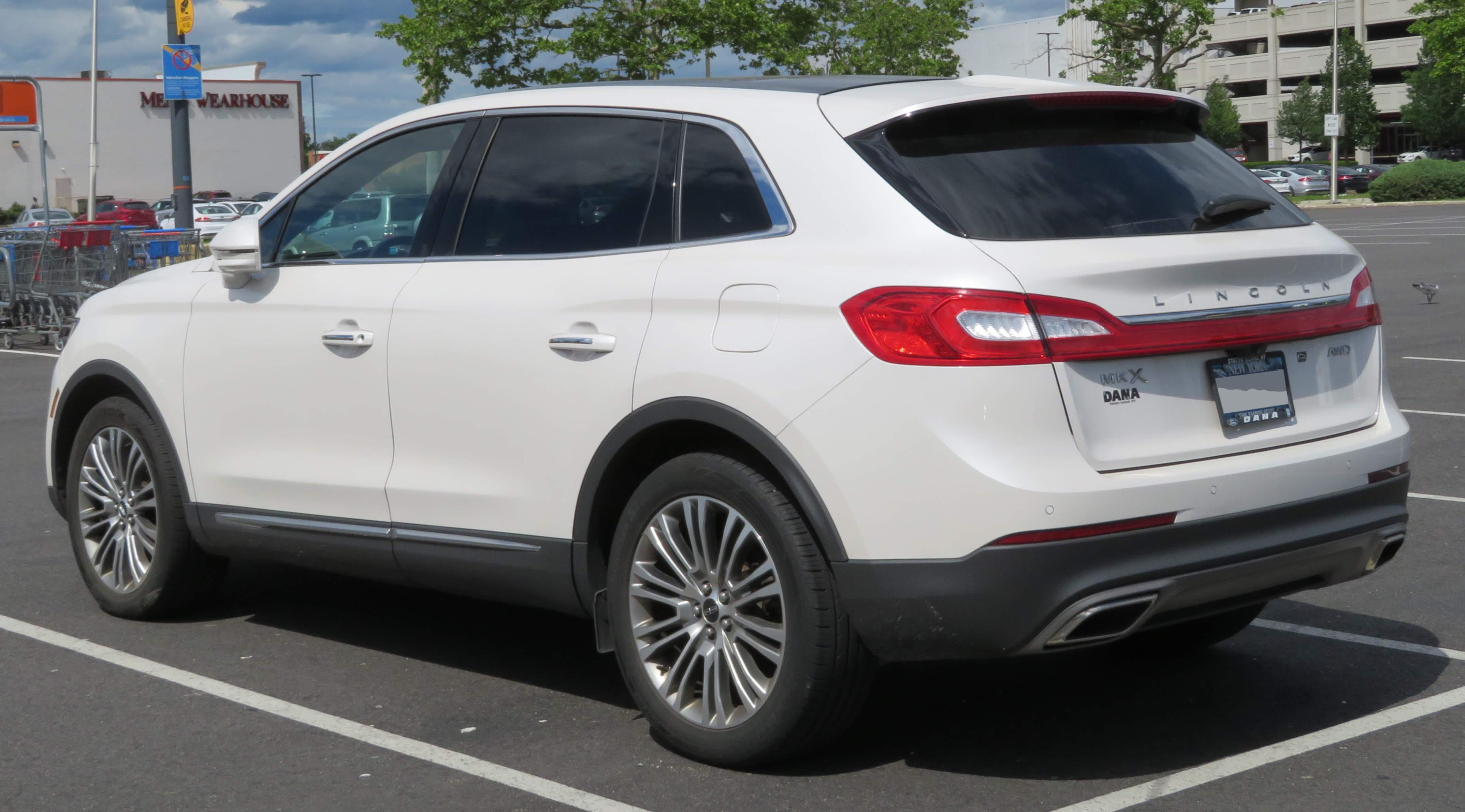
Lincoln MKX II - tył

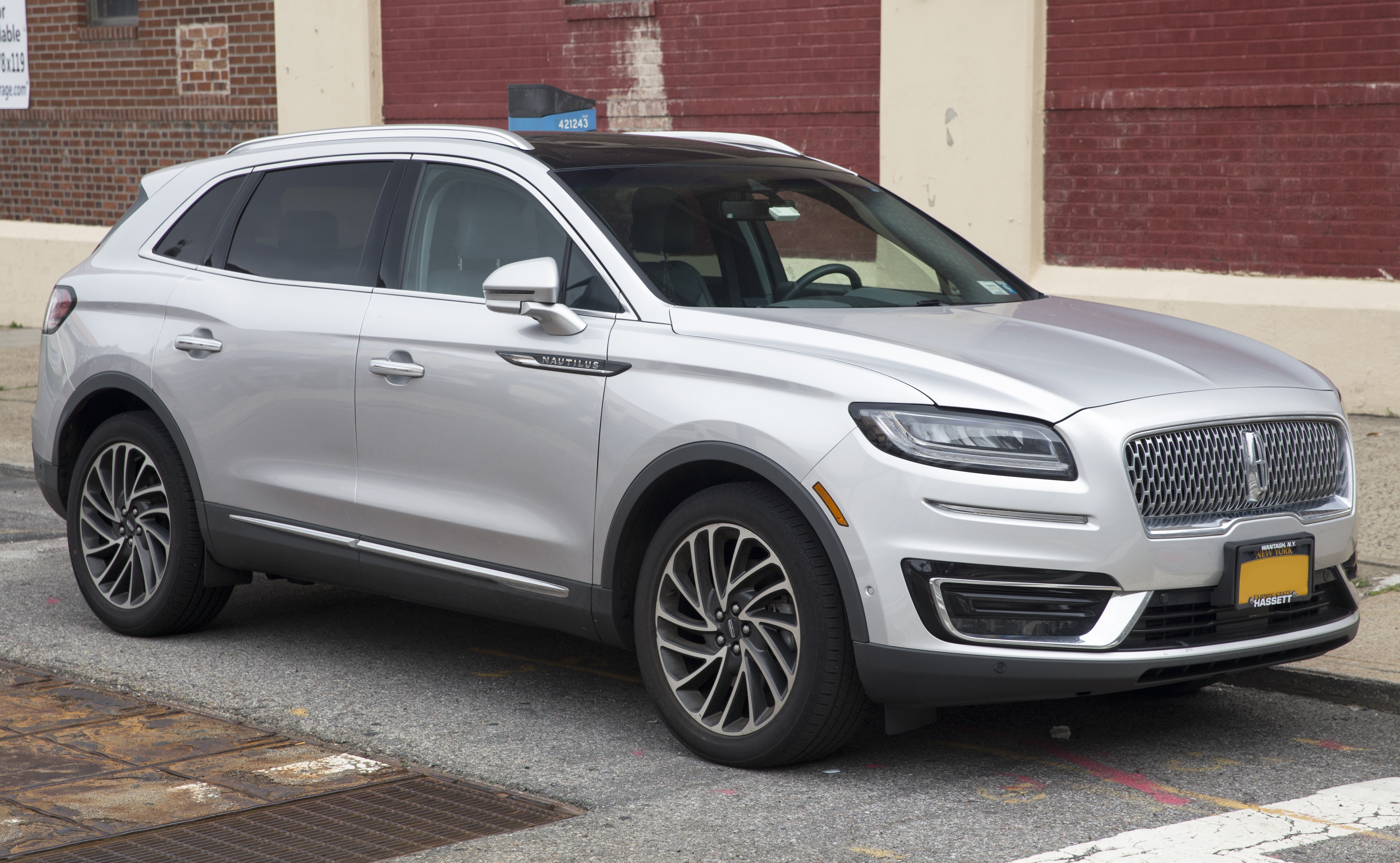
Lincoln Nautilus - model po liftingu

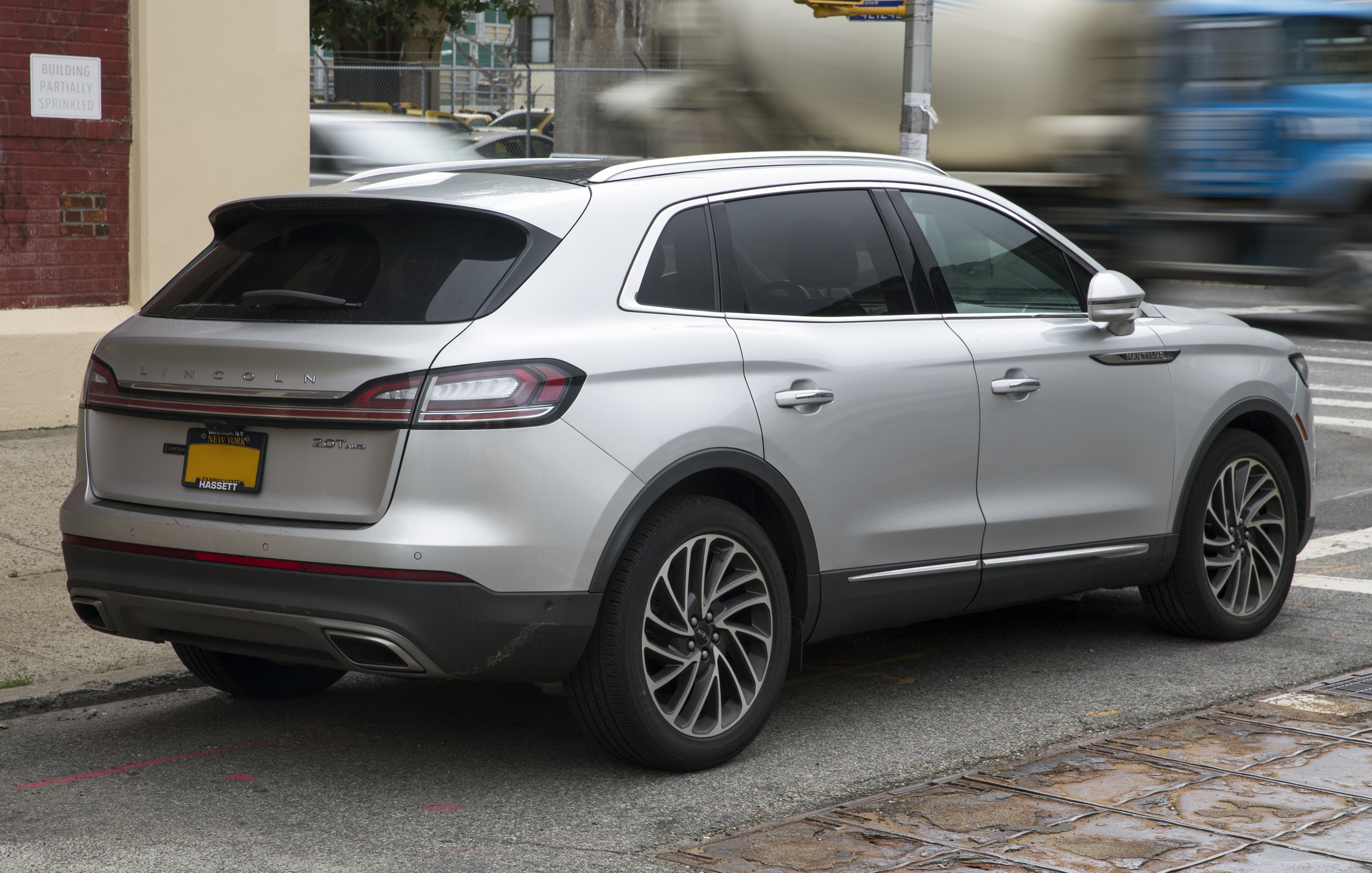
Lincoln Nautilus - tył po liftingu

Lincoln MKX II został zaprezentowany po raz pierwszy w 2015 roku.
Zupełnie nowa, druga generacja MKX miała swoją premierę 8 lat od debiutu poprzednika podczas styczniowego Detroit Auto Show. Samochód został zbudowany od podstaw jako nowa konstrukcja oparta na zmodernizowanej platformie Forda, ponownie współdzieląc ją z równolegle debiutującą kolejną generacją bliźniaczego Forda Edge'a. Stylistykę samochodu zapowiedział przedstawiony w poprzedzającym roku podczas Shanghai Auto Show prototyp Lincoln MKX Concept.
W porównaniu do poprzednika, MKX II zyskało masywniejszą, bardziej krągłą sylwetkę, przestronniejsze nadwozie i więcej wygospodarowanej przestrzeni w kabinie pasażerskiej. Pas przedni przyozdobiła dwuczęściowa atrapa chłodnicy z segmentami płynnie przechodącymi w krągłe, szeroko rozstawione reflektory. Linię boczną przyozdobiły przytłoczenia eksponujące tylne nadkole, z kolei tylna klapa bagażnika wyposażona została w system uchylania razem z dużymi lampami, zwiększając otwór załadunkowy i dzłając automatycznie.
Wnętrze MKX-a II zyskało masywniejsze proporcje w stosunku do poprzednika, wyróżniając się szeroką konsolą centralną pochyloną pod kątem. Rozbudowany panel klimatyzacji i przełączników płynnie połączono z umieszczonym tuż pod nawiewami dotykowym ekranem systemu multimedialnego o przekątnej 8 cali, współpracując z 10-głośnikowym rozbudowanym systemem nagłośnieniowym.
Do napędu drugiej generacji Lincolna MKX wykorzystana została nowa gama jednostek, która tym razem złożyła się z dwóch silników benzynowych typu V6. Podstawowy silnik o pojemności 3,7 litra rozwinął moc 300 KM, a topowy 2,7 litrowy rozwinął moc 330 KM. Oba motory połączono z 6-biegową automatyczną skrzynią biegów, przenosząc napęd na przednią oś lub opcjonalnie na obie.

### Lifting i zmiana nazwy
Pod koniec listopada 2017 roku Lincoln przedstawił model MKX II po gruntownej modernizacji, w ramach której gruntownie zmienił się wygląd przedniej części nadwozia nawiązując do nowego języka stylistycznego, który w tym czasie zaadaptowały wszystkie modele marki. Zmodernizowany model przemianowano na Lincoln Nautilus w ramach nowej polityki, która trzyliterowe skrótowce zastąpiła nazwami własnymi. Pod tą postacią samochód pozostał w produkcji przez kolejne 6 lat.

### Silniki
- V6 3.7l Duratec 303 KM
- V6 2.7l EcoBoost 335 KM